# Amparo Dávila
Amparo Dávila (Pinos, Zacatecas, Mèxic, 21 de febrer de 1928 - Ciutat de Mèxic, 18 d'abril de 2020) fou una escriptora mexicana guanyadora del Premi Xavier Villaurrutia en 1977.
Va estudiar al col·legi de religioses en San Luis Potosí. Es va traslladar a Ciutat de Mèxic per cursar estudis universitaris, i allà es convertí en la secretària d'Alfonso Reyes. També li uní una gran amistat amb Cortázar. Casada amb el pintor mexicà Pedro Coronel, amb el qui va tenir dues filles, i de qui finalment es divorcià l'any 1964. Dos anys més tard obtingué una beca del Centro Mexicano d'Escritores. Fou una reconeguda escriptora de contes i de poesia de l'anomenada generació de mitjà segle, ja que la majoria dels seus integrants produí la seva obra durant els anys cinquanta del segle XX a Mèxic.
La soledat, la demència, la bogeria i la por foren els temes recurrents en l'obra de Dávila, amb títols com Salmos bajo la Luna (1950), Perfil de Soledades (1954), Muerte en el bosque (1959) o El huésped y otros relatos (2018). La seva obra Tiempo destrozado (1959), formada per contes com Fragmento de un diario, Un billete a cualquier parte, La quinta de las celosías, El espejo, és considerada com a literatura fantàstica i surreal. Una altra obra seva de contes fou Música concreta (1964). El 1966 va obtenir una beca del Centre Mexicà d'Escriptors. La seva següent obra, Árboles petrificados va ser fruit d'aquesta experiència i en 1977 li va valer el premi Xavier Villaurrutia.
El setembre de 2013, va ser homenatjada per la novena trobada d'escriptors, Literatura en el Bravo.
El 2020 va ser designada guanyadora del Tercer Premi Jorge Ibargüengoitia de Literatura que atorga la Universitat de Guanajuato (UG), per la seva trajectòria destacada dins el gènere del conte.

## Reconeixements
- Premi Xavier Villaurrutia (1977)[1]
- Medalla Bellas Artes (2015)[1]
- Tercer Premi Jorge Ibargüengoitia de Literatura que atorga la Universitat de Guanajuato (UG) (2020)[4]